# Барвинская, Феодосия Андреевна
Феодосия Андреевна Барвинская (укр. Феодосія Андріївна Барвінська; 11 июня 1899, Сумы — 12 октября 1966, Киев) — советская украинская актриса, народная артистка УССР (1943).

## Биография
Родилась 30 мая 1899 года в городе Сумы в актёрской семье. В 14 лет начала творческую работу на сцене. В 1921—1958 годах работала в Киевском театре имени Франко. Награждена орденом Трудового Красного Знамени. 
Внутренний драматизм и острота формы — главные черты творческой манеры артистки. Среди ролей Барвинской — Оксана («Гайдамаки» по поэме Шевченко), Наташа, София («Суета», «Несчастная» Карпенко-Карого), Коринкина («Без вины виноватые» Островского), Лида («Платон Кречет» Корнейчука), Стехи («Назар Стодоля» Шевченко) и другие. Снималась также в кино («Иван», «Красный платок», «Под золотым орлом»).
Умерла 12 октября 1966 года. Похоронена в Киеве на Байковом кладбище.